# Edmond van Eetvelde

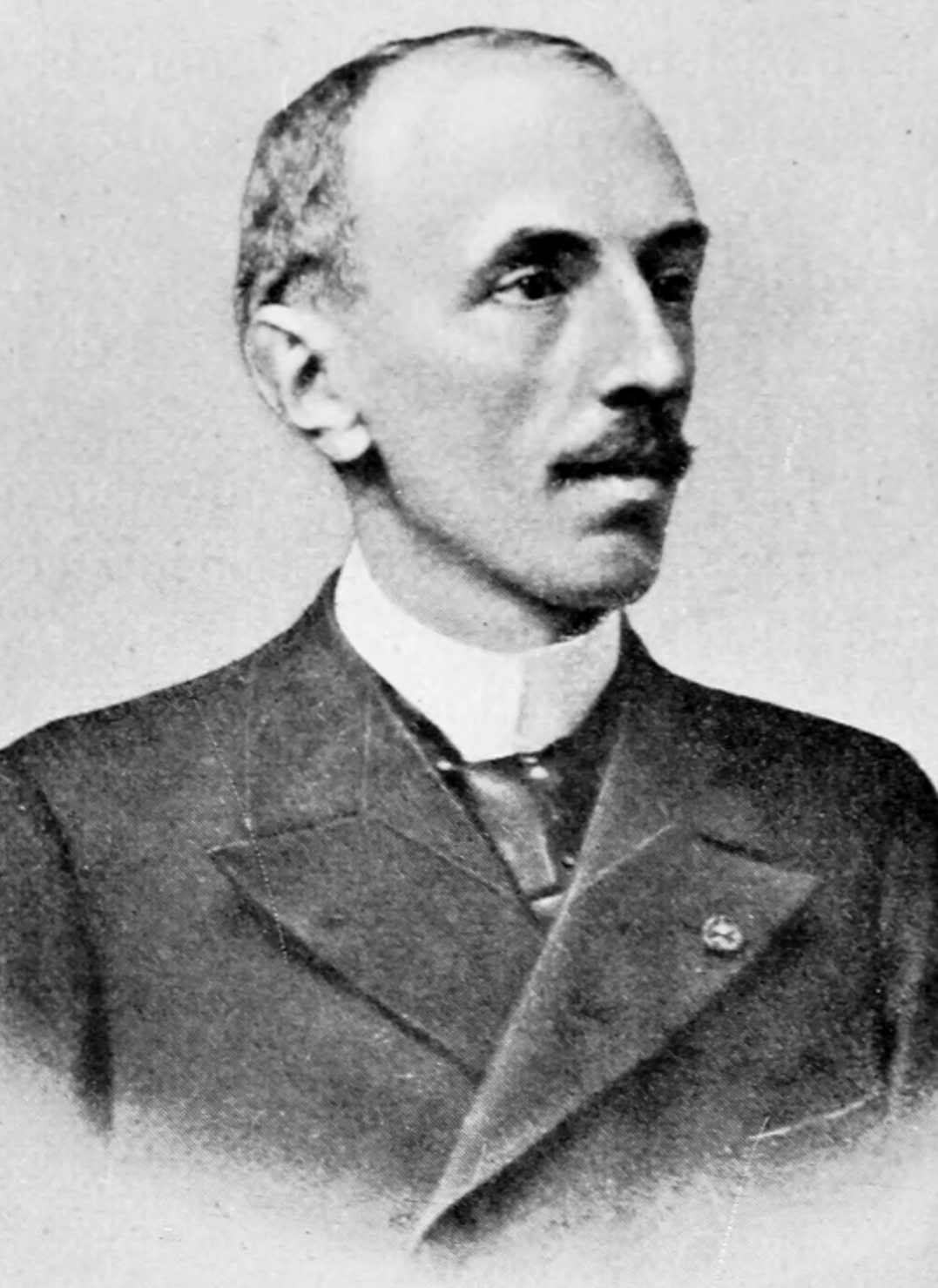
Edmond van Eetvelde (vor 1900)

Stanislas Marie Léon Edmond van Eetvelde (* 21. April 1852 in Postel, Belgien; † 8. Dezember 1925 in Brüssel, Belgien) war ein belgischer Diplomat, Kolonialadministrator und Generalsekretär, der unter anderem ab Mitte der 1880er Jahre für den belgischen König Leopold II. im Kongo-Freistaat tätig war.

## Biographie
Eetveldes Vater war Antoine Van Eetvelde. Die Familie stammte ursprünglich aus Aalst, hatte sich aber in Mol niedergelassen. Am 26. Mai 1885 heiratete er in Alost Esther Le Vionnois, mit der er drei Kinder hatte.
Er schloss seine Sekundarschulausbildung am Athénée de Liège ab und besuchte anschließend das Institut Supérieur de Commerce in Antwerpen, das er 1871 mit Auszeichnung abschloss. Dies brachte ihm ein Stipendium ein, das es ihm ermöglichte, nach China zu gehen, um dort die Geschäftsmöglichkeiten für belgische Unternehmen zu untersuchen. Er kam 1872 in Shanghai an. Dort verfasste er einen Bericht, in dem er die Möglichkeiten Belgiens darlegte, in China Eisenbahnen zu bauen. Dann arbeitete er für den Zolldienst in Peking und später in Kanton. Sechs Jahre nach seiner Abreise kehrte er nach Belgien zurück, wo er einen ausführlichen Bericht über seine Aktivitäten vorlegte. Während seines Aufenthalts in China kam Eetvelde auch mit der dort sehr aktiven Kongregation vom Unbefleckten Herzen Mariens in Kontakt, einem in Scheut, Belgien, beheimateten römisch-katholischen Männerorden.
1878 begann er eine konsularische Laufbahn im Außenministerium. Er wurde als Konsul von Britisch-Indien nach Kalkutta und dann nach Bombay geschickt und am 7. September 1880 zum dortigen Generalkonsul von Belgien befördert. Aus gesundheitlichen Gründen kehrte er nach sechs Monaten aus Indien zurück. Anschließend arbeitete er im Außenministerium unter der Leitung von Baron Lambermont. Dieser war mit König Leopold II. vertraut und empfahl Eetvelde für den Dienst im Kongo-Freistaat.
Im Mai 1885 war König Leopold II. der Ansicht, dass die Fassade der von ihm gegründeten Association internationale du Congo (A.I.C.) nach der Kongokonferenz in Berlin nicht mehr notwendig sei. Tatsächlich hatte Leopold II. im Namen des A.I.C. bei der Konferenz 2.344.000 km² Territorium zugesprochen bekommen und erhielt weiterhin am 23. Februar 1885 durch die Konferenz die Anerkennung dieses Gebiets als souveränen Staat, eine Premiere für eine derartige Organisation.
Für die Regierung dieses neuen Staates ernannte er drei Generalverwalter, von denen Eetvelde, auf Vorschlag des königlichen Ministers Joseph de Riquet de Caraman-Chimay für die auswärtigen Angelegenheiten zuständig wurde. Die anderen Verwalter waren Maximilien Strauch für innere Angelegenheiten und Hubert Van Neuss für die Finanzen. Die Bezeichnung Kongo-Freistaat war zum Zeitpunkt der Berliner Konferenz noch nicht in Gebrauch und wurde erst am 1. August 1885 verwendet.
Eetvelde war in seiner Tätigkeit weiterhin mit Kultus- und Justizfragen befasst. Weiterhin war er auch Mitglied des Königlichen Rates, einem informellen Gremium, das den Freistaat Kongo bis 1890 verwaltete.

### Festlegung der nördlichen Grenzen von Kongo, Fachoda und Lado

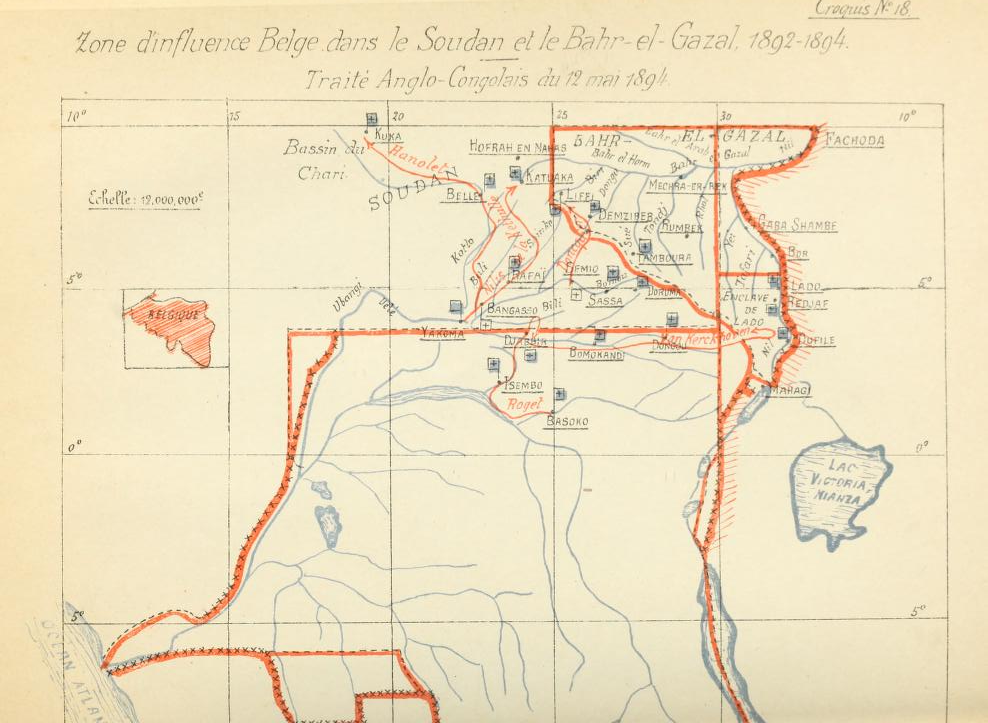
Übersicht der Grenzen von Kongo, Fachoda und Lado – Karte des belgischen Einflussgebietes vor dem Abkommen mit Großbritannien, 1894.

1887 nahm Eetvelde Einfluss auf die schwierigen Verhandlungen zwischen Frankreich und dem Freistaat Kongo zur Festlegung seiner Nord- und Westgrenze. Nach der Expedition des belgischen Forschers Alphonso van Gèle zu den Quellen des Ubangi konnte die Festlegung dieser Grenzen schließlich einvernehmlich vorgenommen werden. Die Verhandlungen führten 1887 zum Abschluss eines Abkommens zwischen Frankreich und König Leopold II. über die Grenze im Norden über den Mbomou und im Osten über den Ubangi-Fluss anstelle des 17. Längengrades und des 4. nördlichen Breitengrades.
Im Jahr 1888 verteidigte Van Eetvelde die Interessen des Freistaats Kongo gegen den portugiesischen Außenminister José Vicente Barbosa du Bocage, der die Gebiete des ehemaligen Königreichs Lunda für die Kolonie Angola beanspruchte. Die Portugiesen akzeptierten schließlich den Kwango als Grenze bis zum 8. südlichen Breitengrad, und den Kasai-Fluss als Grenzverlauf im weiteren Verlauf nach Süden.
Im Jahr 1890 blieb Eetvelde nach dem Rücktritt von Strauch und Van Neuss der einzige Generalverwalter des Freistaats Kongo. Strauch und Neuss hatten ihre Posten aus Missbilligung gegenüber den Bestimmungen Leopolds II., dem Freistaat das Monopol für die Ausbeutung und den Verkauf von Elfenbein und Kautschuk zum Nachteil der Kongolesen vorzubehalten, geräumt.
1893 führte er unter Beteiligung von Lucien Émile Francqui Verhandlungen zwischen britischen Abgesandten und dem Freistaat Kongo. Auslöser hierfür war das Vordringen belgischer Truppen bis zum oberen Niltal bei Bahr el-Ghazal. Die Briten waren darüber besonders beunruhigt, da auch die Franzosen wegen des Zugriffs zum Nilbecken an der Region interessiert waren. Leopold II. zog es letztlich vor, mit den Briten zu kooperieren und ein Abkommen wurde am 12. Mai 1894 geschlossen, das Leopold II. für die Dauer seiner Herrschaft Gebiete zwischen dem 30. östlichen Längengrad und dem Nilufer bis nach Faschoda sowie zwischen dem 30. und 25. östlichen Längengrad verpachteten. Im Gegenzug trat der Freistaat einen Gebietsstreifen vom Albertsee bis zum Tanganjikasee an Großbritannien ab. In der Folge sollte dieser Gebietsstreifen für den Bau der Kap-Kairo-Bahn genutzt werden.
Letztlich änderten sich aber die lokalen Gegebenheiten, sodass nur die Lado-Enklave als strittiges Gebiet bis 1910 bestehen blieb.
Im Jahr 1897 unternahm van Eetvelde während der Kolonialausstellung in Tervuren im Königliches Museum für Zentral-Afrika alle Anstrengungen, um diese zu einem Erfolg zu machen. Dies brachte ihm die Nobilitierung mit dem Titel eines Barons ein.
Ab den 1890er Jahren gewann die Frage der Annexion des Freistaats Kongo durch den belgischen Staat in den nationalen politischen Debatten zunehmend an Bedeutung. Besorgt über die angespannte finanzielle Lage des Freistaats Kongo bat die belgische Regierung van Eetvelde um genaue Informationen zu dieser Angelegenheit. Eetvelde kam der Bitte nach und versuchte, belgische Politiker davon zu überzeugen, dass es sich um ein rentables Unternehmen handele, und handelte damit auch im Einklang mit den Wünschen von König Leopold II. Die Verhandlungen zu diesem Thema begannen bereits 1894, wurden jedoch aufgrund der Zurückhaltung und der Kehrtwenden der verschiedenen belgischen Regierungskoalitionen erst 1908 abgeschlossen.
Im Juli 1898 erlitt van Eetvelde eine Nervenerkrankung, die ihn schließlich im Februar 1901 dazu veranlasste, von seinem Posten als Generalsekretär des Freistaats Kongo zurückzutreten. Nach diesem Datum blieb er jedoch Berater von König Leopold II.

### Späte Jahre
Ab den frühen 1900er Jahren widmete er sich seiner Karriere in der Geschäftswelt. Er war Vorsitzender und Direktor zahlreicher belgischer Finanzunternehmen wie der Compagnie du chemin de fer du Congo supérieur aux Grands Lacs africains und 1902 wurde er Mitglied des Verwaltungsrats der Banque de Bruxelles. In Verbindung mit dem belgischen Unternehmer Édouard Empain kümmerte er sich um die Finanzierung einer Eisenbahnlinie von Hankow nach Kanton in China.
Nach dem Ersten Weltkrieg zog er sich schrittweise aus dem Geschäftsleben und aus der Öffentlichkeit zurück.
Edmond van Eetvelde starb am 8. Dezember 1925 in Brüssel und wurde auf dem Friedhof von Mol beigesetzt.

## Eetvelde als Förderer des Jugendstils

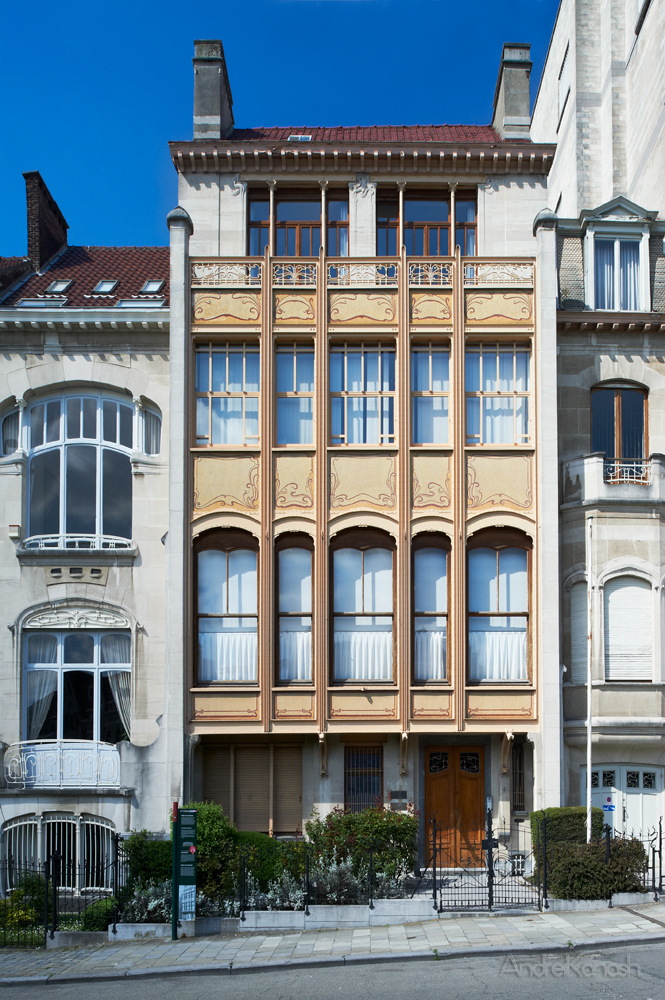
Das Hôtel van Eetvelde, ein von Victor Horta für Eetvelde entworfenes Jugendstil-Haus in Brüssel.

Eetvelde engagierte sich auch im künstlerischen Bereich. Als Liebhaber des Jugendstils bestand er darauf, den Kolonialteil der Weltausstellung von Paul Hankar in Bezug auf Dekoration und Einrichtung gestalten zu lassen. Er gab damit der Entwicklung der neuen Kunstbewegung einen starken Impuls. Victor Horta vertraute er den Bau seines privaten Wohnhauses an der Avenue Palmerston in Brüssel ebenfalls im Jugendstil an.

## Ehrungen und Auszeichnungen
Am 31. Dezember 1897 erhielt er die Adelskonzession und den Titel eines Barons, der durch die Erstgeburtsberechtigung an Männer übertragbar war. Ihr Motto lautet: „In arduis fides“ (Treue in der Not).
Im Februar 1901 erhielt er den Titel eines Staatsministers des Freistaats Kongo.
Weiterhin erhielt er folgende Auszeichnungen:
- Großoffizier des belgischen Kronenordens;
- Kommandeur des belgischen Leopoldordens;
- Großoffizier der Ehrenlegion;
- Großkreuz des portugiesischen Christusordens;
- Ritter des preußischen Kronenordens.